# Upper Cumberworth
Upper Cumberworth ist ein Dorf in West Yorkshire, England, Vereinigtes Königreich.

## Lokale Einrichtungen
Das Dorf hat den Pub The Star Inn sowie einen kleinen Laden mit Postamt.

## Bildung
Upper Cumberworth beheimatet die Grundschule Cumberworth CE (A) First School.

## Sport
Upper Cumberworth und Lower Cumberworth haben gemeinsame Fußball- und Cricket-Teams.

## Persönlichkeiten
- John Whitaker (* 1955 in Huddersfield), britischer Springreiter und MBE
- John Hodgson, britischer Musiker

## Bildergalerie

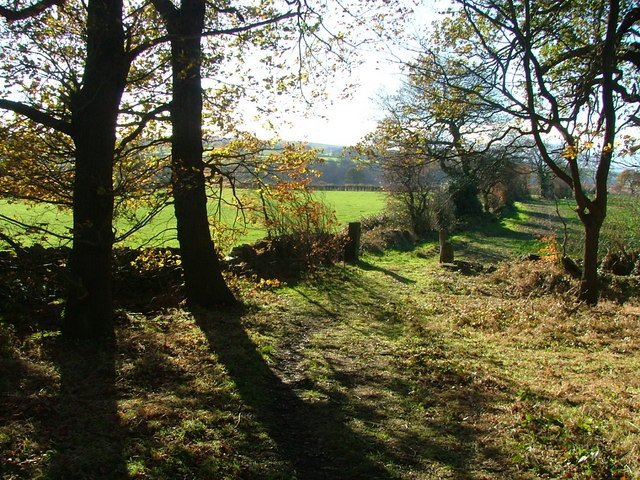
Deffer Wood
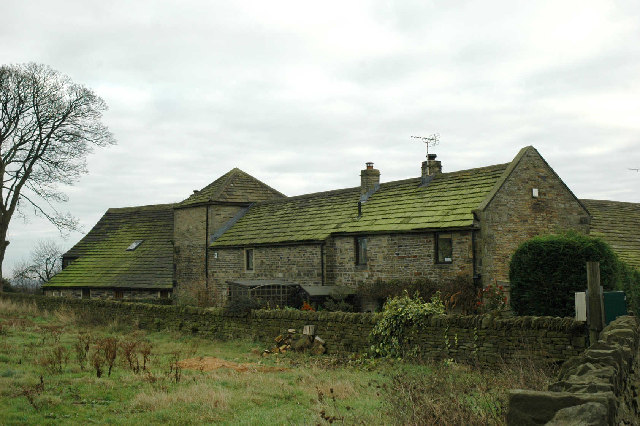
Ein ehemaliges Farmgebäude wurde in moderne Wohnungen umgewandelt
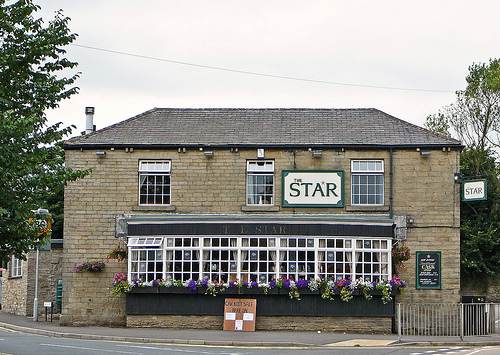
The Star

## Anmerkung
1. ↑  gemeinsam mit Lower Cumberworth